# William Mason (compositeur)
 (novembre 2013).
Si vous disposez d'ouvrages ou d'articles de référence ou si vous connaissez des sites web de qualité traitant du thème abordé ici, merci de compléter l'article en donnant les références utiles à sa vérifiabilité et en les liant à la section « Notes et références ».
Pour les articles homonymes, voir Mason et William Mason (homonymie).
William Mason  (Boston, 24 janvier 1829; New York, 14 juillet 1908) est un compositeur, un pédagogue et un pianiste américain issu d'une famille de musiciens.

## Biographie
Le père de Mason est le compositeur Lowell Mason, une figure éminente pour la musique religieuse américaine. Son plus jeune frère, Henry Mason, est membre cofondateur de la manufacture de pianos Mason & Hamlin.
William Mason a prend ses premières leçons auprès de son père et de Henry Schmidt à Boston.
Après des débuts réussis à l’Academy of Music de Boston, William va en Europe en 1849 où il est le premier élève américain pour le piano d'Ignaz Moscheles, Moritz Hauptmann et Ernst Friedrich Richter à Leipzig, d'Alexander Dreyschock à Prague et de Franz Liszt à Weimar. 
Avec Theodore Thomas, Carl Bergmann et George Matzka, Mason fonde à New York en 1865 les Mason and Thomas Soirées of Chamber Music, concerts qui introduisent en Amérique de nombreuses œuvres de Robert Schumann et d'autres fameux européens. Ces concerts ont été donnés jusqu'en 1868. 

### Reconnaissances
- En 1872, le Yale College lui attribue le titre de Doctor of Music.

- Le compositeur et pianiste américain Edward MacDowell lui a dédicacé sa seconde sonate de piano, Op. 50 Sonata Eroica (1895).

## Œuvres
William Mason a publié de nombreuses œuvres pédagogiques pour l'enseignement du piano mais il est surtout connu pour ses compositions pour piano dans le style de Chopin.

### Œuvres pédagogiques
- A Method for the Piano-forte (1867, New York)
- Touch and Technic (1889, Philadelphie)
- System for Beginners (1871, Boston)
- A System of Technical Exercices for the Piano-forte (1878, Boston)
- A Primer of Music (1894, New-York)

### Autres œuvres
- Serenade pour violoncelle et piano

Pour le piano
- Amitié pour moi
- Silver Spring
- Monody
- Rêverie poétique

### Écrits
- Memories of a Musical Life (1901)